# Rosa Smith Eigenmann
Rosa Smith Eigenmann, född 7 oktober 1858 i Monmouth, Illinois, USA, död 12 januari 1947 i San Diego, Kalifornien, var en amerikansk iktyolog som tillsammans med sin make Carl H. Eigenmann beskrev många arter av nord- och sydamerikanska fiskar. Hon var även San Diego Society of Natural Historys första bibliotekarie.

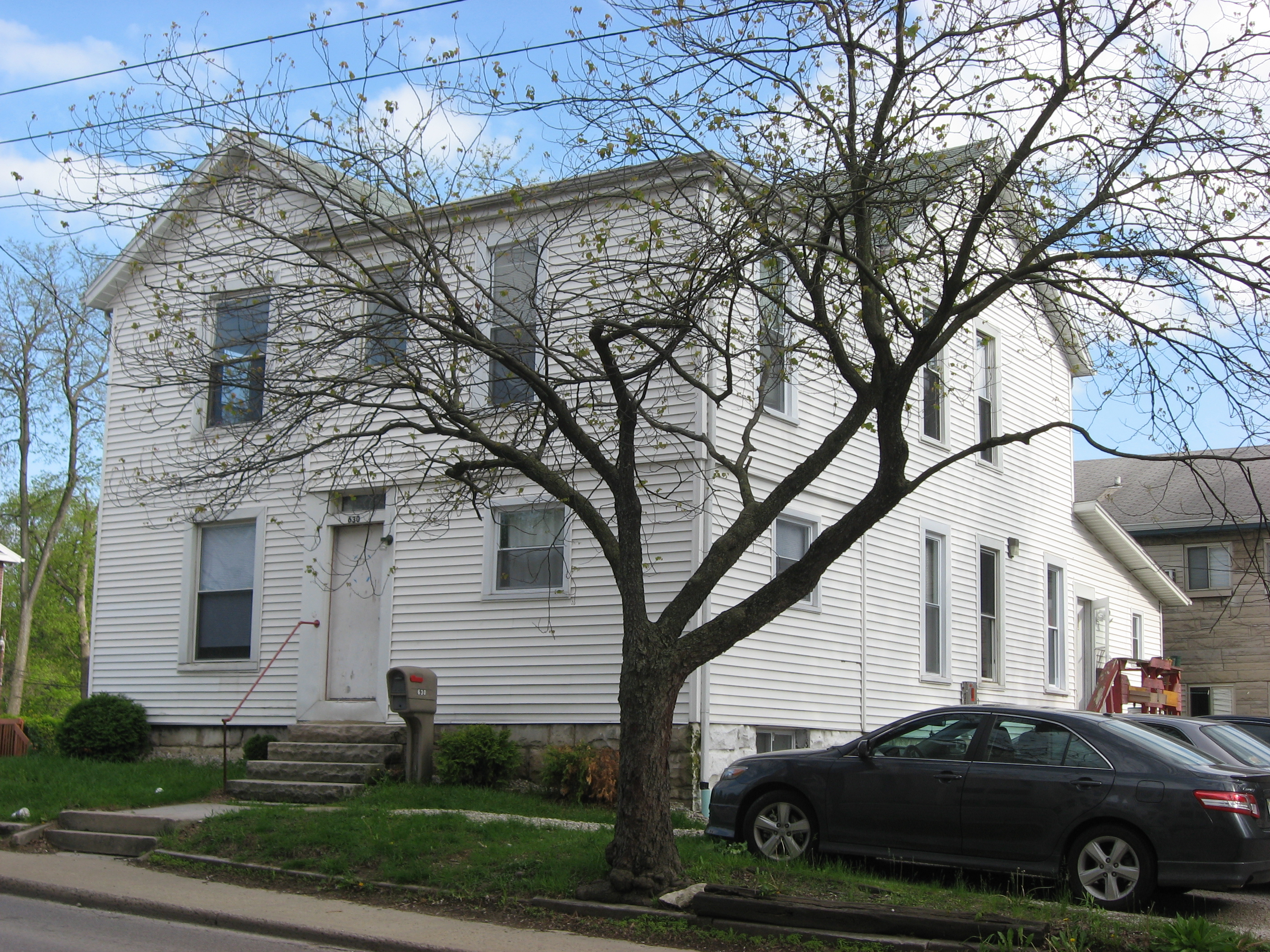
Eigenmann's tidigare hem i Bloomington, Indiana

## Biografi
Smith var den yngsta av Lucretia (Gray) och Charles Kendall Smiths nio barn. Smiths föräldrar, ursprungligen från Vermont, hade flyttat till Illinois för att börja publicera en tidning. Charles Kendall Smith grundade Monmouth Atlas 1846, men sålde den 1857. Smiths sökte ett varmare klimat av familjehälsoskäl och flyttade till Kalifornien 1876 och bosatte sig i San Diego.
Smith fullgjorde sin gymnasieutbildning vid Point Loma Seminary i San Diego. Hon deltog också i en fem veckors kurs vid en handelshögskola i San Francisco, där hon var en av endast två kvinnor i klassen.
Smith hade ett livslångt intresse för naturhistoria. Hon började med att observera och samla fågel- och djurprover i Kalifornien och gick med i San Diego Society of Natural History (San Diego Natural History Museum) 1878 som associerad medlem. Hon blev den första kvinnan med fullt medlemskap i sällskapet 1879 och fungerade också som sällskapets bibliotekarie och registreringssekreterare i flera år under 1880-talet.
Smith träffade David Starr Jordan, en känd iktyolog från Indiana University(IU) i Bloomington, Indiana, då han besökte San Diego 1879. Omständigheterna kring deras möte är osäkra, men Jordan kan ha hört Smith läsa sin uppsats vid ett möte i San Diego Society of Natural History om en ny fiskart. Jordan var imponerad och uppmuntrade henne att fortsätta sina studier som en av hans zoologistudenter vid IU. Smith accepterade Jordans erbjudande och tillbringade sommaren 1880 med att turnera i Europa med Jordan och några av hans kollegor och studenter. Efter att ha återvänt till USA tillbringade hon två år med att studera vid IU innan en sjukdom i familjen fick henne att återvända till San Diego 1882 utan att ta en grundexamen.
Smith träffade IU-studenten Carl H. Eigenmann, en tysk forskare som doktorerade i iktyologi, genom sina studier hos professor Jordan. Eigenmann korresponderade med Smith då hon bodde i San Diego och reste också till Kalifornien, där paret gifte sig i Smiths hem den 20 augusti 1887.
Smith Eigenmann dog den 12 januari 1947 i San Diego, Kalifornien, av kronisk myokardit, som följde en serie svåra ögonoperationer. Hennes kvarlevor är begravda på San Diegos Greenwood Memorial Park-kyrkogård.

## Karriär och vetenskapligt arbete
Omkring 1879 upptäckte Smith den blinda goby Othonops eos som finns i grottor under halvön Point Loma. Upptäckten ledde till hennes vidareutbildning i naturvetenskap vid Indiana University och underbyggde hennes arbete som iktyolog. Smith publicerade 1880 sina första artiklar, bland andra "On the occurrence of a species of Cremnobates at San Diego, California", i Proceedings of the U.S. National Museum och A list of fish of San Diego California (1880), som skickades till San Diego Society of Natural History. American Museum of Natural History publicerade också flera av Smiths artiklar.
Efter Smiths giftermål med Carl Eigenmann 1887 åkte paret till Harvard University, där de studerade Agassiz samlingar av sydamerikanska fiskar och samarbetade om forskning. Eigenmanns tillbringade också sommaren 1888 i Woods Hole, Massachusetts, platsen för en amerikansk fiskkommissionsstation. Deras första samarbete, en studie av sydamerikanska sötvattensfiskar som fanns i samlingarna vid Harvard, publicerades 1888 som "A list of the American species of Gobiidae and Callionymidae, with notes on the specimens contained in the Museum of Comparative Zoology, at Cambridge, Massachusetts", samt "Preliminary notes on South American Nematognathi" som infördes i i Proceedings of the California Academy of Sciences och "South Americen Nematognathi" i American Naturalist. Förutom att samarbeta om forskning med sin man, beviljades hon särskild studentstatus vid Harvard för att studera kryptogamisk botanik under William G. Farlow 1887–1888.
Efter sin återkomst till Kalifornien 1889 etablerade Eigenmanns en biologisk station i San Diego och fortsatte sina studier av fisk i regionen. Eigenmanns hade också utnämningar som kuratorer vid California Academy of Sciences. År 1891, efter att David Starr Jordan lämnade sin position vid Indiana University för att bli kansler vid Stanford University, ersatte Eigenmanns man, Carl, Jordan som professor i zoologi vid IU och Eigenmanns återvände till Bloomington, Indiana. Carl Eigenmann utsågs senare till ordförande för zoologiska avdelningen, och 1908 blev han den första dekanen för forskarskolan.
Rosa Eigenmann författade tolv publicerade artiklar på egen hand mellan 1880 och 1893 och författade ytterligare tjugofem till tillsammans med sin man, Carl, såsom anmärkningsvärda verk om sötvattensfiskar i Sydamerika och om olika fiskarter i västra Nordamerika. På grund av deras forskning och publicering blev "Eigenmann och Eigenmann-myndigheten" välkänd i hela det iktyologiska samhället.